# Bactrocera fuscipennula
Bactrocera fuscipennula är en tvåvingeart som beskrevs av Drew och Romig 2001. Bactrocera fuscipennula ingår i släktet Bactrocera och familjen borrflugor. Inga underarter finns listade.